# Саша Крушарска
Саша Крушарска е българска актриса. Снима се във филма „Последният рунд“ (режисьор Людмил Кирков, България/ГДР 1961 г.). Изпълнява главната женска роля – Рут във филма „Звезди“ – „Sterne“ (реж. Конрад Волф и Рангел Вълчанов, сценарий Анжел Вагенщайн, 1959 г.), получил специалната награда на журито на международния кинофестивал в Кан.